# Синій вершник

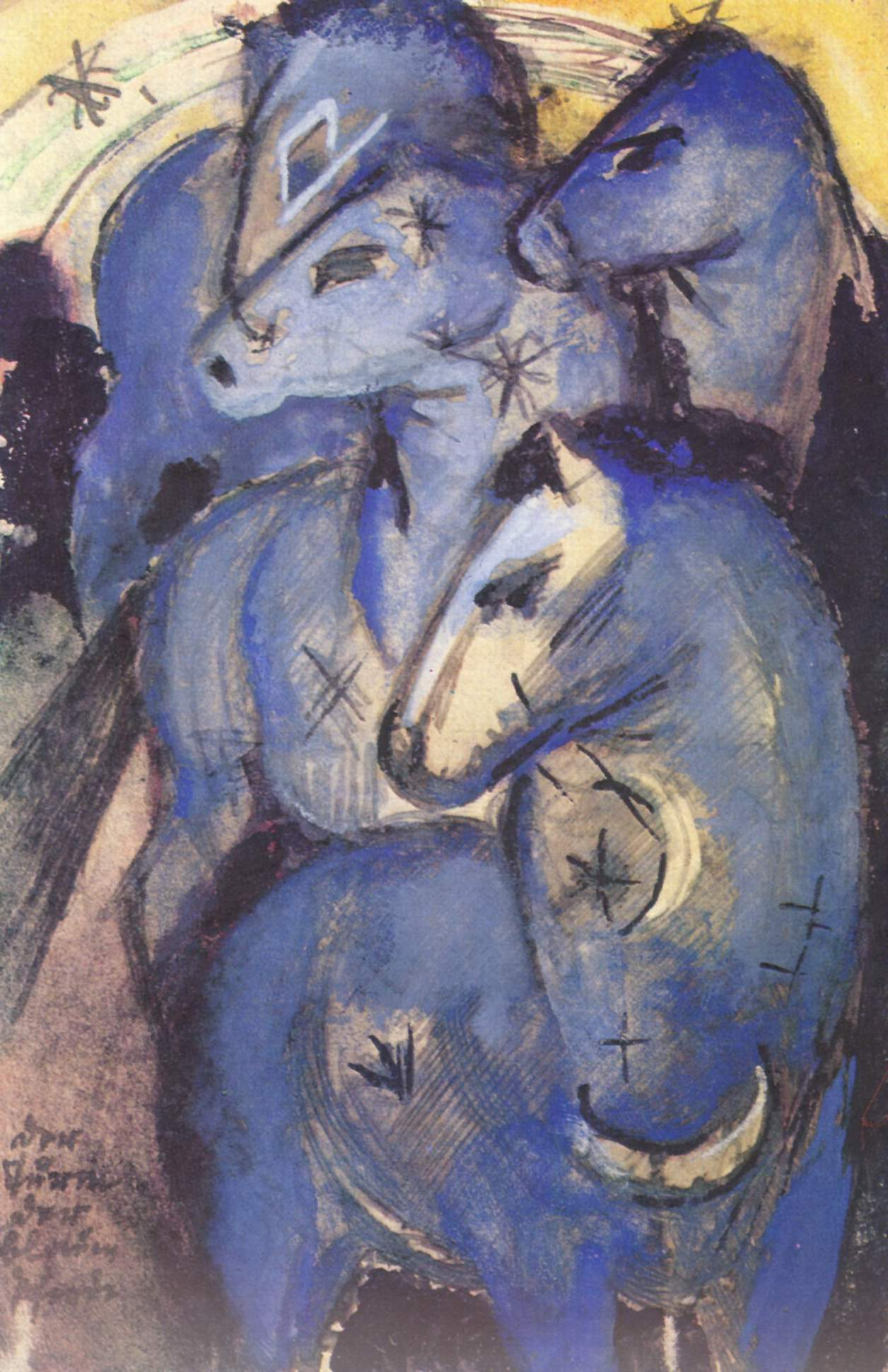
Франц Марк. Вежа синіх коней (1913)

Синій вершник (нім. Der Blaue Reiter) — творче об'єднання представників експресіонізму (в основному художників) на початку XX століття у Німеччині.
Об'єднання випускало однойменний альманах.

## Історія
Об'єднання «Синій вершник» було засновано у грудні 1911 року в Мюнхені Василем Кандінським і Францем Марком. Основною метою було звільнення від скам'янілих традицій академічного живопису. Крім них в групі також були Август Маке, Маріанна Верьовкіна, Олексій Явленський і Пауль Клее. У роботі цієї мистецької групи брали участь також танцюристи й композитори. Їх об'єднував інтерес до середньовічного і примітивного мистецтв і рухів того часу  — фовізму і кубізму.
Август Маке і Франц Марк дотримувалися думки, що у кожної людини є внутрішнє і зовнішнє сприйняття дійсності, які слід об'єднати за допомогою мистецтва. Ця ідея була теоретично обґрунтована Василем Кандінським. Група прагнула досягти рівноправності всіх форм мистецтва.
|  | Назву «Синій вершник» ми придумали за кавовим столом у саду в Зіндельдорфі. Ми обидва любили синій, Марк — коней, я — вершників. І назва прийшла сама. |

## Учасники
- Кандінський Василь Васильович
- Франц Марк
- Маріанна Верьовкіна
- Ґабріель Мюнтер
- Пауль Клее
- Коган Мойсей Герцевич
- Олексій фон Явленський
- Август Маке
- Альфред Кубін